# Bahnhof Bibliothèque François Mitterrand
Der Bahnhof Bibliothèque François Mitterrand (französisch: Gare de la Bibliothèque François Mitterrand) ist ein Tunnelbahnhof des Pariser Schnellbahnnetzes RER. Er liegt unter der Avenue de France im 13. Arrondissement von Paris. Es besteht Umsteigemöglichkeit zur Linie 14 der Metro (Station Bibliothèque François Mitterrand). In unmittelbarer Nähe befindet sich die namensgebende Bibliothèque nationale de France.
Der Bahnhof wurde am 3. Dezember 2000 eröffnet. Der 270 Meter entfernte Bahnhof Boulevard Masséna wurde daraufhin stillgelegt. Im Jahr 2012 wurden werktags 47894 Fahrgäste gezählt.